# Guenduláin (Esteríbar)
Guenduláin (Gendulain en euskera) es una localidad española de la Comunidad Foral de Navarra perteneciente al municipio de Esteríbar. Está situado en la Merindad de Sangüesa, en la Comarca de Auñamendi. Constituyó un concejo hasta el 9 de noviembre de 1990, quedando extinguido en esa fecha en aplicación de la Disposición Adicional Primera de la Ley Foral 6/1990, de 2 de julio, de la Administración Local de Navarra, por no alcanzar la población de 15 vecinos residentes.
Su población en 2014 fue de 9 habitantes (INE).